# Développement (cinéma)
Pour les articles homonymes, voir Développement.
Le développement est la première étape de la réalisation d'un film pendant laquelle le projet est initié, étoffé, et le scénario écrit.

## Le producteur
Le producteur doit trouver une histoire, qu'il peut tirer d'un livre, d'un jeu, d'une histoire vraie, d'une idée originale ou d'un autre film.
Une fois que le thème, ou l'intrigue, est identifié, un synopsis (résumé) est préparé. Celui-ci décompose l'histoire en séquences, se concentrant ainsi sur les idées principales, et la structure des plans. Ensuite, un traitement est préparé. Ce sont 25 à 30 pages de description de l'histoire, des émotions et des personnages, composées de dialogues, et de dessins qui seront ensuite élaborés, pour aider à mieux comprendre le projet et trouver son financement. Il sera accompagné d'une « Note d'intention ».

### L'adaptation
L'adaptation est la mise en forme cinématographique, ou l'adaptation d'un livre à succès (best-seller), d'une histoire vraie, d'une idée originale, etc. ou être le remake d'un autre film préexistant. Cette adaptation consiste principalement à rendre des descriptions livresques sous forme de scénario.

## Le scénario
Le scénario est ensuite écrit en plusieurs mois, et peut même être réécrit à plusieurs reprises pour améliorer la théâtralisation, la clarté de l'histoire et sa structure, les personnages, et pour clarifier les dialogues pour finalement convenir aux producteurs. Cependant, les producteurs sautent souvent ces étapes de développement pour développer le scénario, qui est ensuite évalué, on parle de « script coverage ». Ils entrent ensuite en contact avec un distributeur pour pouvoir évaluer le succès que le film pourrait potentiellement avoir. Les distributeurs Hollywoodiens adoptent alors une approche réaliste et commerciale, et considèrent ensuite différents facteurs comme le genre cinématographique, le public visé, l'historique du succès de films similaires, les acteurs qui sont susceptibles d'apparaître dans le film, et le futur réalisateur. Tous ces facteurs suggèrent un certain attrait du film pour un public possible et ainsi le nombre de « futurs spectateurs » lors de la sortie. Pourtant, tous les films ne font pas un bénéfice important lors de cette sortie, il faut alors prendre en compte la vente en DVDs, et des droits de distribution qui sont vendus dans le monde.
C'est ainsi que le lancement du film est préparé, et présenté aux potentiels financeurs. Si le lancement est fructueux, alors le feu vert est donné et le film est subventionné par un studio de distribution, ou par un indépendant. Les contrats sont alors signés et l'étape de la préparation du tournage ou préproduction peut commencer.
Il existe plusieurs techniques de présentation de scénarios. En Angleterre, il s'agit le plus souvent d'une continuité dialoguée. Le Centre national de la cinématographie (CNC) impose un modèle type de présentation pour ses comités de lecture qui attribuent les subventions et le visa d'exploitation indispensable à la sortie du film en salle.
La description est chronologique, elle ne comporte que peu d'intentions, mais doit décrire méthodiquement ce que l'on verra et entendra à la projection du film.